# Rio (álbum)
Rio es el segundo álbum de estudio de la agrupación británica Duran Duran, lanzado originalmente en todo el mundo el 10 de mayo de 1982, pero relanzado en noviembre de 1982 en los Estados Unidos. Alcanzó el puesto # 2 en el Reino Unido y # 1 en Australia.
Le fue otorgada la certificación de disco de oro en los Estados Unidos el 1 de marzo de 1983 y de platino el 26 de abril de 1983, alcanzando finalmente el reconocimiento de doble platino. Ocupó la posición número seis en la lista Billboard 200 estadounidense el 12 de marzo de 1983, permaneciendo en las listas durante 129 semanas.

## Lista de canciones
- Todas las canciones compuestas por Duran Duran.

### Edición original
1. "Rio" – 5:33
2. "My Own Way" – 4:51
3. "Lonely In Your Nightmare" – 3:50
4. "Hungry Like the Wolf" – 3:41
5. "Hold Back the Rain" – 3:57
6. "New Religion" – 5:33
7. "Last Chance on the Stairway" – 4:21
8. "Save a Prayer" – 5:33
9. "The Chauffeur" –5:13

## Sencillos
1. "My Own Way" (1981)
2. "Hungry Like the Wolf" (1982)
3. "The Chauffeur" (1982)
4. "New Religion" (1982)
5. "Save a Prayer" (1982)
6. "Rio" (1982)

## Créditos
- Simon Le Bon - voz principal y coros, guitarra acústica y ocarina
- Andy Taylor - guitarra eléctrica y coros
- John Taylor - bajo y coros
- Nick Rhodes - sintetizadores, secuenciador y caja de ritmos
- Roger Taylor - batería híbrida